# Хогланд, Шак
Жак (Шак) Хогланд (нидерл. Jacques "Sjaak" Hoogland; 4 декабря 1896, Амстердам — 15 июля 1968, там же), урожденный  Изак Хогланд (нидерл. Izak Hoogland) — нидерландский футболист, игравший на позиции полузащитника, выступал за амстердамские команды «Блау-Вит» и «Аякс».

## Спортивная карьера
В сентябре 1912 года Шак Хогланд вступил в футбольный клуб «Блау-Вит». На тот момент он проживал в южной части Амстердама по адресу ван Остадестрат 211. Шак стал играть за третий состав клуба, а с сезона 1913/14 выступал за вторую команду «Блау-Вита», где также играл Ян де Натрис. В основном составе дебютировал в сезоне 1914/15, когда команда выступала во втором классе Нидерландов. В течение четырёх сезонов он защищал цвета клуба, играл в основном на позиции полузащитника.
В 1919 году перешёл в другой амстердамский клуб — «Аякс». В основе дебютировал 21 декабря в матче чемпионата Нидерландов против команды ХБС, сыграв на позиции левого полузащитника. В дебютном сезоне Шак принял участие в шести матчах чемпионата. «Аякс» в течение сезона не претендовал на первое место и в итоге занял пятое место в своей западной группе.
В сезоне 1922/23 ему довелось сыграть на позиции вратаря — 4 февраля 1923 года в гостевом матче с ХВВ он вышел на замену вместо травмированного голкипера Яна де Бура. Шак защищал ворота в первом тайме и пропустил гол от Були Кесслера. После перерыва место в воротах занял Андре де Крёйфф, а Хогланд занял привычное место в полузащите.
В последующих сезонах Хогланд играл за «Аякс» не регулярно, в общей сложности за пять лет он принял участие в 19 матчах первенства Нидерландов. В последний раз в рамках чемпионата страны в составе «Аякса» он выходил на поле 3 февраля 1924 года в гостевом матче с клубом ВОК. Шак не доиграл матч до конца из-за травмы колена, вместо него вышел Ян Хассинк. В конце мая 1924 года отправился с командой в турне по странам Скандинавии. Позже играл за команду ветеранов «Аякса».

## Личная жизнь
Шак родился в декабре 1896 года в Амстердаме. Отец — Питер Хогланд, был родом из Алкмара, мать — Гритье Схиппер, родилась в Хейло. Помимо него, в семье было ещё двое сыновей: Питер и Дирк.
Был женат трижды. Его первой супругой была Йоханна Маргарета ван ден Вейнгарт, уроженка Амстердама. Их брак был зарегистрирован 31 мая 1923 года в Амстердаме. На момент женитьбы работал маляром. В июле 1926 года в его семье родился сын по имени Жак. В мае 1934 года супруги развелись. Во второй раз Шак женился в апреле 1938 года, его супругой стала 19-летняя Мария Матилда Яртсвелд, уроженка Энкхёйзена. В сентябре того же года у них родилась дочь Карла, а в ноябре 1948 года — сын Ролф. В июне 1954 года супруги развелись. Его последней женой была Герригье Клёвер, родившаяся в Зейсте.
Умер 15 июля 1968 года в Амстердаме в возрасте 71 года. Церемония кремации состоялась 19 июля.

## Статистика по сезонам
| Клуб | Сезон   | Чемпионат Нидерландов | Чемпионат Нидерландов | Кубок Нидерландов | Кубок Нидерландов | Итого | Итого |
| Клуб | Сезон   | Игры                  | Голы                  | Игры              | Голы              | Игры  | Голы  |
| ---- | ------- | --------------------- | --------------------- | ----------------- | ----------------- | ----- | ----- |
| Аякс | 1919/20 | 6                     | 0                     |                   |                   | 6     | 0     |
| Аякс | 1920/21 | 6                     | 0                     | ?                 | 0                 | 6     | 0     |
| Аякс | 1921/22 | 3                     | 0                     |                   |                   | 3     | 0     |
| Аякс | 1922/23 | 2                     | 0                     |                   |                   | 2     | 0     |
| Аякс | 1923/24 | 2                     | 0                     |                   |                   | 2     | 0     |
| Аякс | Итого   | 19                    | 0                     | ?                 | 0                 | 19+   | 0     |